# Nerezine
Nerezine (ital. Neresine) ist ein Ort im nördlichen Teil der Insel Lošinj in Kroatien.
Wie auch auf anderen kroatischen Inseln sank die Einwohnerzahl im Zuge des  Kroatienkriegs. In Nerezine von etwa 2000  – obwohl die Insel nicht direkt vom Krieg betroffen war – auf etwa 400. Viele ehemalige Einwohner leben heute in den USA und in Italien. Lediglich in den Sommermonaten kommen einige nach Nerezine zurück, wie auch viele Urlauber. Der Ort ordnet sich um einen kleinen Hafen, welcher etwa 40 Yachten Platz bietet. Hier wird auch mit mehreren Restaurants und Bars für das leibliche Wohl gesorgt. Außerdem findet man in Nerezine eine Werft, in der Schiffe bis etwa 15 Meter Länge gewartet werden und Reparaturhilfe erhalten.
Koordinaten: 44° 39′ N, 14° 24′ O